# Hemigrapsus
Hemigrapsus (лат.) — род морских из семейства Varunidae. Типовой вид Hemigrapsus crassimanus Dana, 1851. В ископаемом виде неизвестны. Обитают в Тихом океане, но два вида были завезены на север Атлантики.
H. estellinensis почти наверняка вымер, но был эндемиком гиперсолёного источника в Техасском выступе, в 800 км от моря. Популяции Hemigrapsus sanguineus были завезены из родного ареала вида в Восточной Азии в несколько мест и теперь встречаются вдоль атлантического побережья Северной Америки от Портленда, штат Мэн, до Северной Каролины, вдоль западноевропейского побережья от северной Испании до Дании, а также в северной части Адриатического моря и северной части Черного моря. H. takanoi произрастает в Восточной Азии, но был завезен в Западную Европу, в настоящее время его ареал простирается от северной Испании до Дании, включая самую западную часть Балтийского моря.

## Классификация
По данным World Register of Marine Species, на июль 2025 года род включает 13 видов:
1. Hemigrapsus crassimanus Dana, 1851
2. Hemigrapsus crenulatus (H. Milne Edwards, 1837)
3. Hemigrapsus estellinensis Creel, 1964
4. Hemigrapsus gibbus (Hombron & Jacquinot, 1846)
5. Hemigrapsus longitarsis (Miers, 1879)
6. Hemigrapsus nudus (Dana, 1851)
7. Hemigrapsus oregonensis (Dana, 1851)
8. Hemigrapsus pallipes (H. Milne Edwards, 1837)
9. Hemigrapsus penicillatus (De Haan, 1835)
10. Hemigrapsus sanguineus (De Haan, 1835)
11. Hemigrapsus sexdentatus (H. Milne Edwards, 1837)
12. Hemigrapsus sinensis Rathbun, 1931
13. Hemigrapsus takanoi Asakura & Watanabe, 2005